# Electronic Entertainment Expo 2014
La Electronic Entertainment Expo 2014, también conocida como E3 2014, fue la vigésima edición de la Electronic Entertainment Expo. La E3 es una feria anual de la industria de los videojuegos presentada por la Entertainment Software Association (ESA) y usada por muchas empresas para presentar sus videojuego y su hardware. El evento se celebró del 10 al 12 de junio en el Centro de Convenciones de Los Ángeles, California.

## Conferencias de prensa
El 9 de junio, un día antes de que empezara de manera oficial la E3 2014, Microsoft, Electronic Arts, Ubisoft y Sony, dieron sus conferencias de prensa de manera presencial en Los Ángeles. El 10 de junio, Nintendo, emitió vía streaming todas sus novedades, a través de Nintendo Digital Event.

### Microsoft
La conferencia de Microsoft fue el 9 de junio de 2014 a las 9:30 PDT (UTC-7), duró aproximadamente 90 minutos y se mostraron algunos de los siguientes videojuegos: Assassin's Creed: Unity, Call of Duty: Advanced Warfare, Dragon Age: Inquisition, Evolve, Fable Legends, Forza Horizon 2, Halo: The Master Chief Collection, Halo 5: Guardians, Phantom Dust, Project Spark, Rise of the Tomb Raider, Scalebound, Sunset Overdrive, The Witcher 3: Wild Hunt y Tom Clancy's The Division.

### Electronic Arts
La conferencia de Electronic Arts fue el 9 de junio de 2014 a las 12:00 PDT (UTC-7), duró aproximadamente 60 minutos y se mostraron algunos de los siguientes videojuegos: Battlefield Hardline, Dawngate, Dragon Age: Inquisition, EA Sports PGA Tour, EA Sports UFC, FIFA 15, Los Sims 4, Madden NFL 15, Mass Effect 4, Mirror's Edge 2, NHL 15 y Star Wars: Battlefront.

### Ubisoft
La conferencia de Ubisoft fue el 9 de junio de 2014 a las 15:00 PDT (UTC-7), duró aproximadamente 60 minutos y se mostraron algunos de los siguientes videojuegos: Assassin's Creed: Unity, Far Cry 4, Just Dance 2015, Shape Up, The Crew, Tom Clancy's Rainbow Six: Siege, Tom Clancy's The Division y Valiant Hearts: The Great War.

### Sony
La conferencia de Sony fue el 9 de junio de 2014 a las 18:00 PDT (UTC-7), duró aproximadamente 110 minutos y se mostraron algunos de los siguientes videojuegos: Batman: Arkham Knight, Battlefield Hardline, Dead Island 2, Destiny, Entwined, Far Cry 4, Grand Theft Auto V, Let It Die, LittleBigPlanet 3, Magicka 2, Metal Gear Solid V: The Phantom Pain, Mortal Kombat X, No Man's Sky, Ratchet & Clank, The Last of Us, The Order: 1886 y Uncharted 4: A Thief's End.

### Nintendo
La conferencia de Nintendo fue el 10 de junio de 2014 a las 9:00 PDT (UTC-7), duró aproximadamente 45 minutos y se mostraron algunos de los siguientes videojuegos: Bayonetta 2, Captain Toad: Treasure Tracker, Hyrule Warriors, Kirby and the Rainbow Curse, Mario Maker, Pokémon Rubí Omega y Pokémon Zafiro Alfa, Splatoon, Super Smash Bros. para Nintendo 3DS y Wii U, The Legend of Zelda, Xenoblade Chronicles X y Yoshi's Woolly World.

## Lista de expositores
Lista de los principales expositores que aparecieron en la E3 2014.
| - 2K Games - 505 Games - Activision Blizzard - Atlus - Bandai Namco - Bethesda Softworks - Capcom | - CD Projekt RED - Crytek - Deep Silver - Devolver Digital - Disney Interactive - Electronic Arts - Epic Games | - Konami - Microsoft - Natsume - Nintendo - Nippon Ichi - Sega - Sony | - Square Enix - Tecmo Koei - Telltale Games - Ubisoft - Warner Bros. - XSEED Games - Zynga |

## Lista de videojuegos
Lista de los videojuegos más destacados que aparecieron en las conferencias de prensa y durante la E3 2014.
| 2K Games - Borderlands: The Pre-Sequel (PC / PS3 / Xbox 360) - Civilization: Beyond Earth (PC) - Evolve (PC / PS4 / Xbox One) - NBA 2K15 (PC / PS3 / PS4 / Xbox 360 / Xbox One) - WWE 2K15 (PS3 / PS4 / Xbox 360 / Xbox One) 505 Games - Defense Grid 2 (PC / PS4 / Xbox One) - Sniper Elite 3 (PC / PS3 / PS4 / Xbox 360 / Xbox One) Activision Blizzard - Call of Duty: Advanced Warfare (PC / PS3 / PS4 / Xbox 360 / Xbox One) - Destiny (PS3 / PS4 / Xbox 360 / Xbox One) - Skylanders: El Equipo Trampa (PS3 / PS4 / 3DS / Wii / Wii U / Xbox 360 / Xbox One) Aksys Games - Guilty Gear Xrd (PS3 / PS4) Atlus - Abyss Odyssey (PC / PS3 / Xbox 360) - Citizens of Earth (3DS / PC / PS4 / PS Vita / Wii U) - Persona 4 Arena Ultimax (PS3 / Xbox 360) - Persona 4: Dancing All Night (PS Vita) - Persona 5 (PS3) - Persona Q: Shadow of the Labyrinth (3DS) Bandai Namco - Dragon Ball Xenoverse (PS3 / PS4 / Xbox 360 / Xbox One) - Lords of the Fallen (PC / PS4 / Xbox One) - Naruto Shippuden: Ultimate Ninja Storm Revolution (PC / PS3 / Xbox 360) - Rise of Incarnates (PC) - Tales of Hearts R (PS Vita) - Tales of Xillia 2 (PS3) Behaviour Interactive - Warhammer 40.000: Eternal Crusade (PC / PS4 / Xbox One) Bethesda - BattleCry (PC) - Doom (PC / PS4 / Xbox One) - The Evil Within (PC / PS3 / PS4 / Xbox 360 / Xbox One) Capcom - Dead Rising 3 (PC) - Deep Down (PS4) - Monster Hunter 4 Ultimate (3DS) - Phoenix Wright: Ace Attorney Trilogy (3DS) - El profesor Layton vs. Phoenix Wright: Ace Attorney (3DS) - Ultra Street Fighter IV (PC / PS3 / Xbox 360) Crytek - Arena of Fate - HUNT: Horrors of the Gilded Age (PC / PS4 / Xbox One) Deep Silver - Dead Island 2 (PC / PS4 / Xbox One) - Homefront: The Revolution (PC / PS4 / Xbox One) - Metro: Redux (PC / PS4 / Xbox One) Devolver Digital - Broforce (PC / PS4 / PS Vita) - Hotline Miami 2: Wrong Number (PC) - Not a Hero (PC / PS4 / PS Vita) | Disney - Disney Infinity: 2.0 Edition (PC / PS3 / PS4 / Wii U / Xbox 360 / Xbox One) - Fantasia: Music Evolved (Xbox 360 / Xbox One) Electronic Arts - Battlefield Hardline (PC / PS3 / PS4 / Xbox 360 / Xbox One) - Dawngate - Dragon Age: Inquisition (PC / PS3 / PS4 / Xbox 360 / Xbox One) - EA Sports PGA Tour - EA Sports UFC (PS4 / Xbox One) - FIFA 15 - Los Sims 4 (PC) - Madden NFL 15 (PS3 / PS4 / Xbox 360 / Xbox One) - Mass Effect 4 - Mirror's Edge 2 (PC / PS4 / Xbox One) - NHL 15 (PS3 / PS4 / Xbox 360 / Xbox One) - Star Wars: Battlefront (PC / PS4 / Xbox One) Focus Home Interactive - Sherlock Holmes: Crimes & Punishments (PC / PS3 / PS4 / Xbox 360 / Xbox One) Konami - Metal Gear Solid V: The Phantom Pain (PS3 / PS4 / Xbox 360 / Xbox One) Microsoft - Crackdown (Xbox One) - Dance Central Spotlight (Xbox One) - Fable Legends (Xbox One) - Forza Horizon 2 (Xbox 360, Xbox One) - Halo: The Master Chief Collection (Xbox One) - Halo 5: Guardians (Xbox One) - Killer Instinct: Season 2 (Xbox One) - Ori and the Blind Forest (Xbox One) - Project Spark (PC / Xbox 360 / Xbox One) - Scalebound (Xbox One) - Sunset Overdrive (Xbox One) Natsume - Alphadia Genesis (Wii U) - A-Train: City Simulator (3DS) - End of Serenity (PSP) - Harvest Moon: The Lost Valley (3DS) - Reel Fishing: Master's Challenge Nintendo - Bayonetta 2 (Wii U) - Captain Toad: Treasure Tracker (Wii U) - Code Name: S.T.E.A.M. (3DS) - Devil's Third (Wii U) - Hyrule Warriors (Wii U) - Kirby and the Rainbow Curse (Wii U) - Mario Maker (Wii U) - Mario Party 10 (Wii U) - Mario vs. Donkey Kong (Wii U) - Pokémon Rubí Omega y Pokémon Zafiro Alfa (3DS) - Pushmo World (Wii U) - Shin Megami Tensei X Fire Emblem (Wii U) - Super Smash Bros. para Nintendo 3DS y Wii U (3DS / Wii U) - Splatoon (Wii U) - The Legend of Zelda (Wii U) - Xenoblade Chronicles X (Wii U) - Yoshi's Woolly World (Wii U) | Rockstar Games - Grand Theft Auto V (PC / PS4 / Xbox One) Sega - Alien: Isolation (PC / PS3 / PS4 / Xbox 360 / Xbox One) - Hatsune Miku: Project DIVA F 2nd (PS3 / PS Vita) - Sonic Boom (3DS / Wii U) Sony - Bloodborne (PS4) - Driveclub (PS4) - Entwined (PS3 / PS4 / PS Vita) - H1Z1 (PC / PS4) - Helldivers (PS3 / PS4 / PS Vita) - Hohokum (PS3 / PS4 / PS Vita) - Let It Die (PS4) - LittleBigPlanet 3 (PS4) - No Man's Sky (PS4) - Ratchet & Clank Remasterizado (PS4) - The Last of Us Remasterizado (PS4) - The Order: 1886 (PS4) - Uncharted 4: A Thief's End (PS4) Square Enix - Final Fantasy XIV: A Realm Reborn (PC / PS3 / PS4) - Hitman: Sniper (Android / iOS ) - Kingdom Hearts HD 2.5 ReMIX (PS3) - Lara Croft and the Temple of Osiris (PC / PS4 / Xbox One) - Murdered: Soul Suspect (PC / PS3 / PS4 / Xbox One) - Nosgoth (PC) - Rise of the Tomb Raider (Xbox One) - Theatrhythm Final Fantasy: Curtain Call (3DS) Telltale Games - Tales from the Borderlands Ubisoft - Assassin's Creed: Unity (PC / PS4 / Xbox One) - Far Cry 4 (PC / PS3 / PS4 / Xbox 360 / Xbox One) - Just Dance 2015 (PS3 / PS4 / WiiU / Xbox 360 / Xbox One) - Shape Up - The Crew (PC / PS4 / Xbox One) - Tom Clancy's Rainbow Six: Siege (PC / PS4 / Xbox One) - Tom Clancy's The Division (PC / PS4 / Xbox One) - Valiant Hearts: The Great War (PC / PS3 / PS4 / Xbox 360 / Xbox One) Warner Bros. - Batman: Arkham Knight (PC / PS4 / Xbox One) - Dying Light (PC / PS3 / PS4 / Xbox 360 / Xbox One) - Lego Batman 3: Beyond Gotham (3DS / PC / PS3 / PS4 / PS Vita / Xbox 360 / Xbox One / Wii U) - Middle-earth: Shadow of Mordor (PC / PS3 / PS4 / Xbox 360 / Xbox One) - Mortal Kombat X (PC / PS3 / PS4 / Xbox 360 / Xbox One) - The Witcher 3: Wild Hunt (PC / PS4 / Xbox One) XSEED Games - Akiba's Trip: Undead & Undressed (PS3/ PS Vita) - Brandish: The Dark Revenant (PSP) - Corpse Party (PC) - Senran Kagura Bon Appétit! (PS Vita) - Senran Kagura Shinovi Versus (PS Vita) - Story of Seasons (3DS) |